# Rébellion du Kwilu
 (signalé en mai 2025).
Si vous disposez d'ouvrages ou d'articles de référence ou si vous connaissez des sites web de qualité traitant du thème abordé ici, merci de compléter l'article en donnant les références utiles à sa vérifiabilité et en les liant à la section « Notes et références ».
- Archive Wikiwix
- Bing
- Cairn
- DuckDuckGo
- E. Universalis
- Gallica
- Google
- G. Books
- G. News
- G. Scholar
- Persée
- Qwant
- (zh) Baidu
- (ru) Yandex
- (wd) trouver des œuvres sur Wikidata

La rébellion du Kwilu (1963-1965) fut un soulèvement de la population qui a eu lieu à l'ouest de ce qui est la République démocratique du Congo actuelle.
La rébellion a eu lieu dans le contexte plus large de la guerre froide et de la crise du Congo.
Dirigée par Pierre Mulele, un disciple du Premier ministre déchu Patrice Lumumba, des rebelles maoïstes organisèrent une révolte contre le gouvernement dans la province du Kwilu. 
Au départ motivée par la lutte pour l'indépendance, la rébellion a été encouragée par des griefs économiques, sociaux et culturels. Soutenus par la Chine communiste, les rebelles ont principalement utilisé la guérilla contre les forces gouvernementales. La rébellion était concomitante avec la rébellion Simba qui se produisit dans d'autres régions du Congo pendant cette période. Alors que la rébellion a été réprimée dans les premiers mois de 1965, elle a eu des impacts politiques durables, conduisant à la dissolution du Kwilu en tant que province officielle.